# Marcelina Román
Marcelina Román, poprzednio jako Marcelina Beucher, właściwie Marcelina Królicka (ur. 1986 we Wrocławiu) – polska śpiewaczka operowa (sopran).

## Życiorys
Absolwentka Akademii Muzycznej im. Karola Lipińskiego we Wrocławiu (studia wokalne w klasie prof. Marii Czechowskiej-Królickiej). Debiutowała w 2013 w Operze Bałtyckiej (Violetta Valery w Traviacie Verdiego). Jest doktorem sztuki (obrona w 2018). 
Występowała również m.in. w Teatrze Wielkim – Operze Narodowej w Warszawie, w Warszawskiej Operze Kameralnej, Operze Krakowskiej i Operze Podlaskiej w Białymstoku, w Operze Śląskiej w Bytomiu, Lwowskiej Operze Narodowej (Ukraina), w Teatrze Bunka Kaikan (Tokio, Japonia)
Brała udział w kursach mistrzowskich prowadzonych m.in. przez: T. Żylis-Gara,  E. de Brios, H. Łazarską oraz pracowała z takimi osobistościami muzycznymi jak: A. Sims, E. Kohn i R. Hetherington.
W grudniu 2013 roku zadebiutowała partią Violetty Valery w operze La Traviata Verdiego w Operze Bałtyckiej pod dyrekcją A. Yurkevycha. W 2014 za tę rolę otrzymała nagrodę im. Jana Kiepury w kategorii „debiut roku”. Laureatka międzynarodowych konkursów wokalnych.
Repertuar Marceliny Román obejmuje następujące role: Elettra (Idomeneo, W.A. Mozart), Pamina i Pierwsza dama (Czarodziejski flet, W.A. Mozart), Armida (Armida, J.- B. Lully), Donna Anna (Don Giovanni, W.A. Mozart), Olimpia, Antonia, Giulietta i Stella (Opowieści Hoffmanna, J. Offenbach), Micaëla (Carmen, G. Bizet), Mimi (Cyganeria, G. Puccini), Violetta Valéry (La Traviata, G. Verdi), Liu (Turandot, G. Puccini), Roxana (Król Roger, K. Szymanowski) oraz Thaïs (Thaïs, J. Massenet).
Występowała w salach koncertowych w Polsce, Rosji, Holandii, USA, Niemczech, Rumunii, Indonezji oraz na Łotwie, Litwie, we Włoszech i we Francji.
Współpracowała z takimi reżyserami jak : M. Znaniecki, K. Sofulak, L. Adamik i B. Kosky/S. Andrade oraz dyrygentami: A. Yurkevych, J. M. Florencio, T. Kozłowski i B. Bayl.

## Wybrane nagrody
- 2011: Międzynarodowy Konkurs Wokalny „Beatrice” w Wilnie – nagroda specjalna
- 2012: Międzynarodowy Konkurs Wokalny „Musica Sacra” w Rzymie – nagroda oratoryjna
- 2014: Teatralna Nagroda Muzyczna im. Jana Kiepury za debiut
- 2015: Międzynarodowy Konkurs Wokalny im. Jazepsa Vitolsa w Rydze – I nagroda
- 2015: Marcella Sembrich-Kochanska International Voice Competition w Nowym Jorku – nagroda honorowa
- 2019: Międzynarodowy Konkurs Wokalistyki Operowej im. Adama Didura – III nagroda[4]

## Partie operowe
- Armida (Armida, J.-B. Lully)
- Donna Anna (Don Giovanni, W.A. Mozart)
- Elettra (Idomeneo, W.A. Mozart)
- Liu (Turandot, G. Puccini)
- Micaëla (Carmen, G. Bizet)
- Mimi (Cyganeria, G. Puccini)
- Olimpia, Antonia, Giulietta i Stella (Opowieści Hoffmanna, J. Offenbach)
- Pamina (Czarodziejski flet, W.A. Mozart)
- Pierwsza dama (Czarodziejski flet, W.A. Mozart)
- Roxana (Król Roger, K. Szymanowski)
- Thaïs (Thaïs, J. Massenet)
- Violetta Valéry (La Traviata, G. Verdi)

W Operze Krakowskiej wykonywała wszystkie cztery partie sopranowe (Olimpia, Antonia, Giulietta i Stella) w Opowieściach Hoffmanna Offenbacha.